# 仙台牛

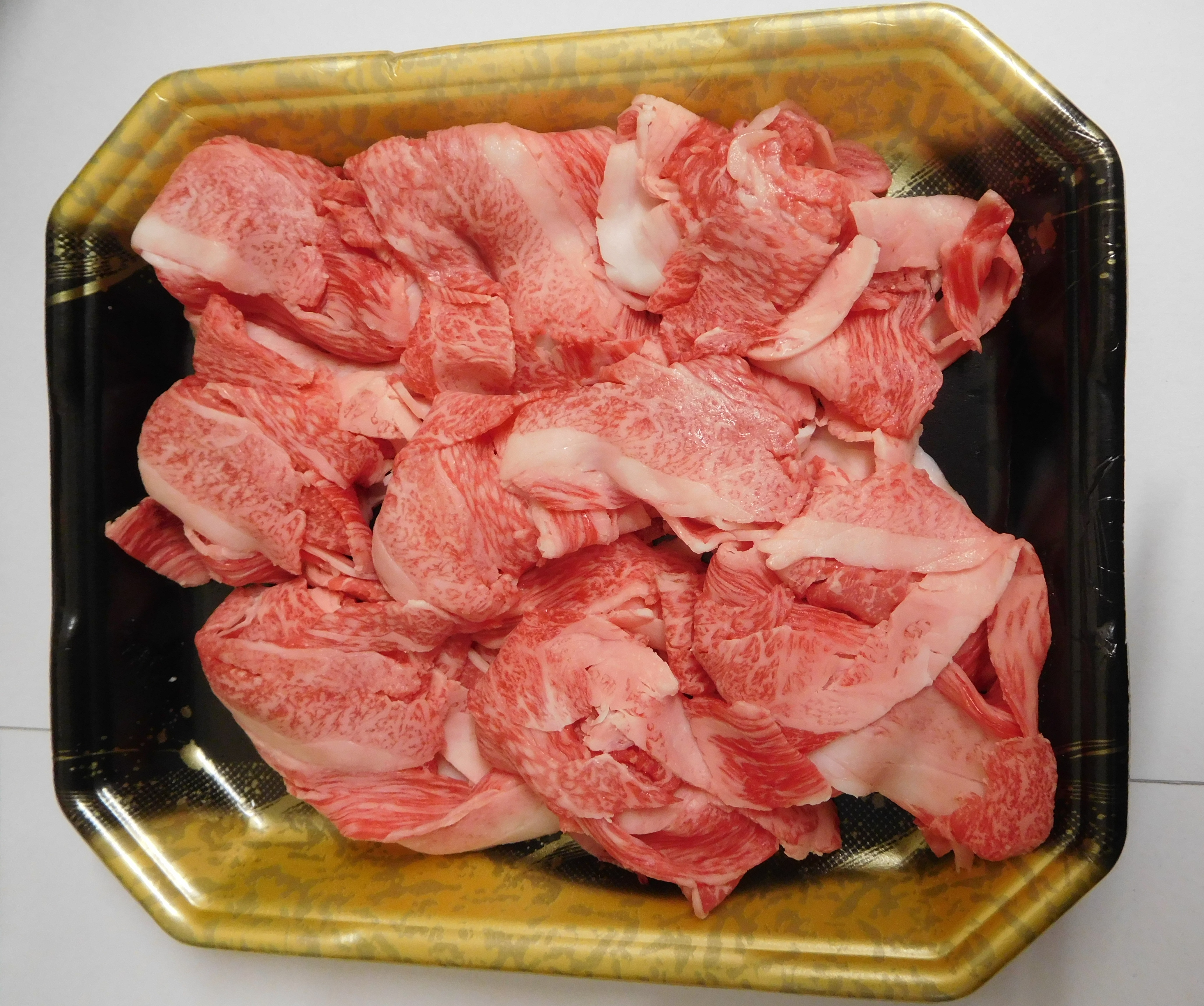
仙台牛切り落としすき焼き用。個体識別番号情報によると、宮城県大崎市生まれ大崎市育ちの牛肉と、青森県十和田市生まれ宮城県登米市育ちの牛肉が混ざっている。

仙台牛（せんだいぎゅう）は、全国で唯一、肉質等級が最高の「5」に格付けされないと呼称が許されないブランド牛肉である。宮城県特別表示認証食品に認証されており、地域団体商標も取得済みである。

## 定義
仙台牛の定義は
1. （品種）黒毛和種であり、
2. （生産技術）仙台牛生産肥育体系に基づいて、個体にあった適正な管理が行われ、
3. （地理的表示）宮城県で肥育された
4. （格付け）日本食肉格付協会枝肉取引規格が「A-5」及び「B-5」である牛肉

である。
- 定義1（品種）では「黒毛和種」（和牛）としているが、仙台牛は肉質の良かった茂重波号から血統が派生している。
- 定義3（地理的表示）では肥育のみに言及しているが、全ての定義を満たして仙台牛となった肉牛の雌親は100%宮城県産であり、雄親も約90%が宮城県産である[4]。

宮城県で肥育されたが仙台牛の定義に当てはまらない牛は、後述のように他の銘柄として流通している。

### 格付け
|             |   | 歩留等級 | 歩留等級 | 歩留等級 |
| A           | B | C        |          |          |
| ----------- | - | -------- | -------- | -------- |
| 肉 質 等 級 | 5 | 仙台牛   | 仙台牛   |          |
| 肉 質 等 級 | 4 |          |          |          |
| 肉 質 等 級 | 3 |          |          |          |
| 肉 質 等 級 | 2 |          |          |          |
| 肉 質 等 級 | 1 |          |          |          |

仙台牛と呼称されるには定義4（格付け）が重要である。仙台牛は、日本食肉格付協会の肉質等級において、最高の5等級を満たす場合のみ呼称が許される。
また、「歩留等級C」、すなわち、肉牛の体格が小さいために取れる枝肉の量が少ない場合は、「肉質等級5」であっても仙台牛とは呼称できない。
結果、A-5およびB-5の牛肉のみ仙台牛との呼称を得られる。これは、2002年（平成14年）8月19日以前の松阪牛と同じ基準である（松阪牛は2002年（平成14年）に肉質等級の基準が削除された）。
かつて松阪牛や飛騨牛なども「肉質等級5」に限定していたが、2001年（平成13年）にBSE問題や産地偽装事件が発生すると、2003年（平成15年）の牛肉トレーサビリティ法の施行前に基準を緩和した。2005年（平成17年）時点では「肉質等級5」限定の銘柄牛肉は全国に仙台牛（年間生産量が約3,000頭分）、信州牛（同約600頭分）、深谷牛（同約300頭分）の3銘柄しかないとされたが、2010年（平成22年）時点では信州牛も深谷牛も基準を緩和しており、「肉質等級5」限定の銘柄牛肉は仙台牛が全国で唯一となっている。

## 生産
仙台牛はその定義により格付けが低い枝肉での呼称は許されないため流通量を確保するのが困難である。定義の1～3を満たす飼養戸数は宮城県内に約800戸あるが、定義4（格付け）により仙台牛は約3000頭/年（2002年（平成14年）度）の生産量となっている。
「仙台牛」と認証された頭数の、県内産黒毛和牛出荷頭数全体に占める割合（「仙台牛」率）は、2002年（平成14年）度が25.0%、2003年（平成15年）度が22.4%、2004年（平成16年）度が23.8%となっている。
2007年（平成19年）、『「仙台牛」率』53%の「茂洋（しげひろ）」を基幹種雄牛として県が認定した。2010年（平成22年）3月3日には茂洋の凍結精液を用いた牛が初出荷され、『「仙台牛」率』60%という実績を得た。本格的に流通し始める2011年（平成23年）からは、県全体の『「仙台牛」率』の向上が見込まれている。

## 流通
卸売における「仙台牛」の出荷先（2004年（平成16年）度実績）は、東京食肉市場が全体の54%を占める1,934頭で最も多かった。次に多かったのは仙台食肉市場で全体の43%の1,526頭、その他に流通したのは3%で117頭であった。同年度の東京食肉市場における銘柄牛肉の取り扱い頭数は、「仙台牛」が最も多かった。
小売において「仙台牛・仙台黒毛和牛取扱店」（指定店）の登録をしているのは宮城県が29.5%で最も多く、関東地方が15.4%で次いでいるが、西日本にも分布を広げている。すなわち、卸売りされる東京と仙台の市場から、小売段階では全国に流通していることが分かる。
2010年（平成22年）時点では、仙台牛銘柄推進協議会が認定する「指定店」（小売店）は498店、同協議会が仙台牛をメニューに加えることを認定した「提供店」（飲食店）は166店となっている。
なお、牛肉トレーサビリティ法施行後に他の銘柄牛肉では格付けの低い枝肉まで呼称を許すようになったため、銘柄内の差別化のためA-5やA-4のように日本食肉格付協会の格付けを明記して広告や小売を行う例が見られるようになった。他の銘柄牛肉では仙台牛並みのA-5およびB-5はその銘柄内で充分に差別化されて付加価値を帯びるが、仙台牛はA-5およびB-5という最高の格付けのみに限定されるため、仙台牛という銘柄内で差別化するのが困難である。そのため、特に仙台牛の「提供店」（飲食店）の一部では、日本食肉格付協会の格付けに加えて、BMS（脂肪交雑）の数値を明記して差別化する例が見られるようになった。肉質等級5ではBMSがNo.12からNo.8まで5段階に分かれ、数値が大きい方が良いが、供給量が比較的多いNo.8の仙台牛と少ないNo.12の仙台牛との間には時には数倍の価格差が卸し段階で生まれている。

## 歴史
- 1921年（大正10年） - 「宮城県種畜場」が宮城県刈田郡白石町に創設。
- 1931年（昭和6年） - 同施設が、肉質の向上を目的に兵庫県から種牛を導入。
- 1949年（昭和24年） - 農林省宮城種畜牧場廃止に伴い、「総合種畜場」として移転・発足。
- 1973年（昭和48年） - 「宮城県畜産試験場」に改称。
- 1974年（昭和49年） - 「茂金波号（しげかねなみごう）」の血統を受け継ぐ「茂重波号（しげしげなみごう）」を兵庫県から導入。
- 1978年（昭和53年） - 仙台牛銘柄推進協議会が発足（所在地：宮城県遠田郡美里町北浦字生地22-1 全国農業協同組合連合会宮城県本部・畜産部畜産課）。
- 2006年（平成18年）4月3日 - 「仙台牛」（センダイギュウ、センダイウシ）の商標を出願。
- 2007年（平成19年）
  - 8月10日 - 「仙台牛」が商標登録。
  - 2007年（平成19年）度全国肉用牛広域後代検定事業において脂肪交雑・ロース芯面積全国第1位となった「茂洋」を基幹種雄牛として県が認定。
- 2010年（平成22年）
  - 3月3日 - 「茂洋」が初出荷。
  - 10月 - 海外では初めて香港（中華人民共和国）に所在する2店を仙台牛の「提供店」として認定した[10]。
- 2011年（平成23年）2月9日 - 仙台食肉市場から直接マカオ（中華人民共和国）に初出荷[11]。
- 2014年（平成26年）4月1日 - 「石越牛」および「はさま牛」の各々の生産者団体が両銘柄を廃止し、定義に従って「仙台牛」の生産者団体に転換[12]。

## その他の宮城県産銘柄牛
宮城県内で生産されている銘柄牛肉は、日本食肉格付協会による格付けにより、以下のように分けられる。

### 肉質等級4以上
|             |   | 歩留等級 | 歩留等級 | 歩留等級 |
| A           | B | C        |          |          |
| ----------- | - | -------- | -------- | -------- |
| 肉 質 等 級 | 5 | 若柳牛   | 若柳牛   |          |
| 肉 質 等 級 | 4 | 若柳牛   | 若柳牛   |          |
| 肉 質 等 級 | 3 |          |          |          |
| 肉 質 等 級 | 2 |          |          |          |
| 肉 質 等 級 | 1 |          |          |          |

格付けがA-5、B-5、A-4、B-4である牛肉。即ち、前沢牛と同じ肉質等級4以上の牛肉。
- 若柳牛
旧若柳町（現在の栗原市の一部）における黒毛和種の銘柄牛肉[13][14][15]。年間出荷頭数は584頭[13]。

### 肉質等級3以上
|             |   | 歩留等級     | 歩留等級     | 歩留等級     |
| A           | B | C            |              |              |
| ----------- | - | ------------ | ------------ | ------------ |
| 肉 質 等 級 | 5 | 仙台牛       | 仙台牛       | 仙台黒毛和牛 |
| 肉 質 等 級 | 4 | 仙台黒毛和牛 | 仙台黒毛和牛 |              |
| 肉 質 等 級 | 3 | 仙台黒毛和牛 | 仙台黒毛和牛 |              |
| 肉 質 等 級 | 2 |              |              |              |
| 肉 質 等 級 | 1 |              |              |              |

- 仙台黒毛和牛
#定義の1から3を満たしながらも、4の格付けで仙台牛となれなかった牛肉のうち、A-4、B-4、A-3、B-3およびC-5の肉は「仙台黒毛和牛」として出荷される。仙台黒毛和牛の生産量は、約10000頭/年。
仙台黒毛和牛は、2002年（平成14年）まで「宮城野和牛」として生産されていたが、宮城県外では「宮城野」より「仙台」の方が訴求力が強いこと、仙台牛との相乗効果が期待されることなどから名称を変更した。これにより、仙台牛と仙台黒毛和牛は首都圏での認知度が上がり、流通量が増加した[4]。

### 肉質等級2以上
|             |   | 歩留等級   | 歩留等級   | 歩留等級 |
| A           | B | C          |            |          |
| ----------- | - | ---------- | ---------- | -------- |
| 肉 質 等 級 | 5 | 新生漢方牛 | 新生漢方牛 |          |
| 肉 質 等 級 | 4 | 新生漢方牛 | 新生漢方牛 |          |
| 肉 質 等 級 | 3 | 新生漢方牛 | 新生漢方牛 |          |
| 肉 質 等 級 | 2 | 新生漢方牛 | 新生漢方牛 |          |
| 肉 質 等 級 | 1 |            |            |          |

- 新生漢方牛
旧築館町（現在の栗原市の一部）における黒毛和種および交雑種（黒毛和種×ホルスタイン種、黒毛和種×褐毛和種）の銘柄牛肉[16]。飼料に漢方を配合しているところに特徴がある[17][18]。格付はA-5、A-4、A-3、A-2、B-5、B-4、B-3、B-2に該当する（歩留等級がCおよび肉質等級が1以外の等級）[16]。年間出荷頭数は800頭[18][16]。

### 格付けを用いてないもの
- ざおう牛
刈田郡蔵王町における黒毛和種および交雑種（ホルスタイン種×黒毛和種）の銘柄牛肉[16]。年間出荷頭数は600頭[16]。
※ 「蔵王牛」「蔵王和牛」「南蔵王高原牛」は山形県山形市の民間業者の商標。主に交雑種の牛肉で山形県と宮城県で生産されており、「ざおう牛」とは異なる銘柄であるため混同注意。
- もっこり和牛
旧南方町（現在の登米市の一部）の黒毛和種の銘柄牛肉[16]。

### かつて存在した銘柄
以下の銘柄は肉質等級4以上でないと呼称が許されない高級銘柄であったが、現在は仙台牛および仙台黒毛和牛に統合され、流通していない。
|             |   | 歩留等級 | 歩留等級 | 歩留等級 |
| A           | B | C        |          |          |
| ----------- | - | -------- | -------- | -------- |
| 肉 質 等 級 | 5 | 石越牛   | 石越牛   |          |
| 肉 質 等 級 | 4 | 石越牛   | 石越牛   |          |
| 肉 質 等 級 | 3 |          |          |          |
| 肉 質 等 級 | 2 |          |          |          |
| 肉 質 等 級 | 1 |          |          |          |

|             |   | 歩留等級 | 歩留等級 | 歩留等級 |
| A           | B | C        |          |          |
| ----------- | - | -------- | -------- | -------- |
| 肉 質 等 級 | 5 | はさま牛 | はさま牛 |          |
| 肉 質 等 級 | 4 | はさま牛 | はさま牛 |          |
| 肉 質 等 級 | 3 |          |          |          |
| 肉 質 等 級 | 2 |          |          |          |
| 肉 質 等 級 | 1 |          |          |          |

- 中田牛
旧中田町（現在の登米市の一部）における黒毛和種の銘柄牛肉[16]。
- 石越牛
旧石越町（現在の登米市の一部）における黒毛和種の銘柄牛肉[19]。年間出荷頭数は450頭[19]。
- はさま牛
旧迫町（現在の登米市の一部）における黒毛和種の銘柄牛肉[20]。年間出荷頭数は600頭[20]。
- 桃生牛
旧桃生町（現在の石巻市の一部）における黒毛和種の銘柄牛肉[16][21]。

## 繁殖
宮城県は肥育農家のみならず、繁殖農家も多い。みやぎ総合家畜市場の子牛取引頭数は約2万頭で、その約4割が宮城県外に出荷されている。県外出荷分の約半分は山形県に出荷され、米沢牛などになる。

## 仙台バーガー
「東北じゃらん」プロデュースのハンバーガーで、定義は以下の通りである。
- 仙台牛、または、仙台黒毛和牛を100%使用。混ぜ合わせも可。
- 王道のバーガースタイル。
- 手頃な価格で提供。

2009年（平成21年）時点で仙台市内の7店舗で発売しており、仙台牛100%の店が4店舗、仙台牛50%+仙台黒毛和牛50%の店が1店舗、仙台黒毛和牛100%の店が2店舗である。価格は仙台牛100%で700円～1000円、仙台黒毛和牛の場合では500円程度からある。